# Urocolius
Urocolius é um gênero de aves da família Coliidae.
As seguintes espécies são reconhecidas:
- Rabo-de-junco-de-faces-vermelhas, Urocolius indicus (Latham, 1790)
- Rabo-de-junco-de-nuca-azul, Urocolius macrourus (Linnaeus, 1766)